# مرصع‌کاری
مرصع‌کاری یا مِخراج‌کاری یا جواهرنِگاری یا نگین‌کاری یکی از شاخه‌های صنایع دستی سنگی است مرصع به معنی آنچه با جواهر تزیین شده باشد، است. هنر مرصع کاری عبارت است از نشاندن جواهر (سنگ‌های قیمتی و نیمه‌قیمتی) بر روی ظروف، زیورآلات و اشیای تزئینی دیگر.

## تاریخچه
از هزاران سال پیش ساخت زیورآلات یا ظروف تزیینی و نشاندن نگین بر روی آن‌ها در ایران رایج بوده‌است. آثاری چون جام‌ها، کاسه‌ها و زیور آلاتی جواهر نشان که مربوط به دوره‌های هخامنشیان، اشکانیان، ساسانیان و … می‌باشد گواه این امر است که هنرمندان از هزاران سال پیش در زمینه نشاندن سنگ‌های قیمتی و نیمه قیمتی بر روی این اشیا تبحر داشته‌اند.
بازماندهٔ اصیلی از آن روزگار شاید زیور آلاتی باشد که زنان قبایل چادرنشین مختلف و زنان روستایی از آن استفاده می‌کردند. اغلب این زیور آلات دارای تزییناتی زیبا از سنگ‌های زیبا و درخشان هستند. سنگ‌هایی چون عقیق جگری و فیروزه و …
در روزگار ما از هنر مرصع کاری بیشتر در ساخت زیور آلات استفاده می‌شود، به همین دلیل هنرمند مرصع کار، فعالیت خود را پس از آماده شدن زیور آغاز می‌کند.
گذاشتن سنگ بر روی طلا یا نقره (یا فلزات مناسب دیگر) به چهار روش صورت می‌پذیرد:
1. ریلی
2. قلم‌خور
3. کاسه‌ای
4. چنگی

## هنر مرصع‌کاری اسلامی
چون در دین اسلام استعمال ظروف سیمین و زرین منع گردیده و مکروه شناخته شده، هنرمندان سعی نموده‌اند با ساخت اشیایی از قبیل قاب قرآن، جا دعا و همچنین زینت آلات، هنر خویش را عرضه بدارند
یک نوع تزیین معمول در قرون اولیه اسلام، ساخت ظروف یا اشیاء با نقش برجسته می‌باشد، به این ترتیب که نقوش یا کلماتی را که برای تزیین شیی در نظر می‌گرفته‌اند قبلاً از فلز دیگری تهیه کرده، بعد آن را روی ظرف یا شییی منظور، الصاق می‌نموده‌اند.
در دوران سلجوقی، صنعت ترصیع اشیاء فلزی به منتهای کمال رسید و از این دوران، اشیاء مختلف زیبایی به یادگار باقی مانده‌است. طرز ساخت و تکنیک معمول در این دوره کاملاً متفاوت است. در این زمان برای تزیین مفرغ با فلزات دیگر چون نقره و مس، ابتدا شیء منظور را با ابزار مخصوص به هر شکل که می‌خواستند گود نموده بعداً نقاط کنده شده را با فلز مورد نظر پر می‌نموده‌اند.

## ابزار و تجهیزات
1. قلم انگلا (برای قلم زنی)
2. قلم دست
3. چاپله
4. فیسقول
5. مثقل
6. انواع مته (گرد، ستاره، گلدونی، دلری، دیسکی، شیپوری، کونیک، پاملخی)
7. لاستیک نرمی و زبری
8. دیسک الماسه
9. لاستیک کله‌قندی
10. سنگ مات
11. انواع فرچه (سیمی، مویی)
12. پوست یک قرنی، پوست استوانه ایی
13. نطع
14. فرچهٔ نطع
15. رو
16. گوله غلتان
17. چنگ غلتان
18. فرز، سرفرز
19. سه نظام دستی
20. دم باریک، دم پهن دم مفتول
21. خاک اره
22. خوشه
23. سنگ سوو جلا
24. ذره بین
25. لاک
26. میز جواهرسازی همراه دماغه مخراجی
27. بنزین
28. التراسنیک
29. قلم چنگ یا باسمه چنگ برای خواباندن چنگ
30. گوار سه غلتان (ابزاری که با غلتاندن آن بر روی طلا یا نقره، قسمت بالای دیواره‌ای که اطراف نگین را گرفته بر روی نگین می‌خوابد و باعث مهار شدن نگین در جای خود می‌شود
31. سمبه
32. ماردالا (ابزاری که کاربردی شبیه چکش دارد)